# Guilty!
Guilty! (englisch für schuldig, strafbar) ist ein 1971 veröffentlichtes Musikalbum von Eric Burdon und Jimmy Witherspoon.
Nach der Trennung von Eric Burdon & War wurde das Album von Juli bis September 1971 von Burdon und Witherspoon zusammen mit War-Bandmitgliedern, die Band nannte sich Tovarich, in den MGM Studios, Wally Heider's Studios und im John Phillips Studio (Titel Home Dream) aufgenommen. Der Titel Going Down Slow wurde mit der Far Out Mobile Unit, zusammen mit Ike White & the San Quentin Prison Band, live vor Ort im Staatsgefängnis San Quentin eingespielt. Entgegen Interview-Aussagen von Burdon, dass es sich bei dem Album um ein Live-Album aus dem Auftritt im Gefängnis im Mai 1971 handelt, ist Going Down Slow das einzige Live-Stück auf dem Album. Zur Aufnahmezeit im Mai wurde Burdon noch von der Band War begleitet.
1976 kam das Album mit neuem Cover unter dem Titel Black & White Blues auf den Markt, 1995 wurde es als CD regemastert.
Guilty! war die einzige Zusammenarbeit von Eric Burdon und Jimmy Witherspoon. Das Album belegt in der Liste der 100 besten Alben aller Zeiten beim italienischen E-Zine Viceversa den Rang 97.

## Titelliste
1. I've Been Driftin/Once Upon A Time – 3:47 (J. Witherspoon/E. Burdon)
2. Steamroller – 4:13 (J. Tayler)
3. The Laws Must Change – 4:55 (John Mayall)
4. Have Mercy Judge – 3:47 (Chuck Berry)
5. Going Down Slow* – 6:24 (J. Oden)
6. Soledad – 5:07 (E. Burdon/J. Sterling)
7. Home Dream** – 7:18 (Eric Burdon)
8. Headin' for Home – 4:33 (E.Burdon/K. Kesterson/J. Sterling)
9. The Time Has Come*** – 5:55 (T. Edwards/J. Witherspoon)

## Musikerliste
- Eric Burdon, Jimmy Witherspoon: Gesang
- Bob Mercereau, Lee Oskar**: Mundharmonika
- Papa Dee Allen**: Congas
- Harold Brown**, George Suranovich: Schlagzeug
- Charles Miller**: Tenorsaxophon
- Howard Scott**, John Sterling, Ike White: Gitarre
- Lonnie Jordan**, Terry Ryan: Piano, Orgel
- B.B. Dickerson**, Kim Kesterson: Bass
- Reverend James Cleveland Chor***
- The San Quentin Prison Band (mit Ike White, Gitarre)*